# 잉글랜드 이즈 마인
《잉글랜드 이즈 마인》(England Is Mine)은 영국에서 제작된 마크 길 감독의 2017년 드라마 영화이다. 잭 로던 등이 주연으로 출연하였고 볼드윈 리 등이 제작에 참여하였다. 2017년 7월 2일 에딘버러 영화제의 클로징 갈라에서 초연되었으며 2017년 8월 4일 영국에서, 2017년 8월 25일 미국에서 개봉되었다.

## 출연

### 주연
- 잭 로던

### 조연
- 제시카 브라운 핀들레이
- 애덤 로렌스
- 로리 키나스턴
- 조디 코머
- 시모네 커비
- 피터 맥도널드
- 캐서린 피어스
- 피니 캐시디

## 기타
- 공동제작: 앨런 그레이브스
- 미술: 헬렌 왓슨
- 의상: 이본느 더켓
- 의상: 올리버 가르시아
- 배역: 샤힌 베이그